# Handlungsstrang
Handlungsstrang hierunter werden die in besonderer Form miteinander verbundene und deshalb mehr oder weniger eigenständige, sinnhaft verknüpfte Ereignisfolgen verstanden, die in einem erzählerischen Werk, im weitesten Sinn, auftreten. In der internationalen Filmsprache englisch narrative thread, plot thread, storyline.
Als erzählerische Handlung gilt in der Literaturtheorie – aber auch in Filmen, Theaterstücken, Comics – eine „Abfolge von zusammenhängenden, [ursächlich] miteinander verketteten Ereignissen oder Vorgängen bezeichnet, die das dramatische Gerüst“ des jeweiligen Werks bilden. Es ist die Gesamtheit dessen, was sich ereignet und unterscheidet sich damit zur Art und Weise der narrativen Darstellung.
Als Ereignis soll dabei und  im allgemeinen Sinn eine Situation verstanden werden, die durch Dynamik oder Veränderung gekennzeichnet ist. Sie ist die kleinste thematische Einheit der Handlung, die aus Figurenhandlungen oder Geschehnissen bestehen.
Der Handlungsstrang wird so zum Verlauf einer Handlung, dass kann die Haupthandlung selbst sein, die etwa den gesamten Roman oder Film aufbaut oder wie ein „Roter Faden“ durchzieht, es kann aber auch eine Nebenhandlung sein, die parallel zu der Haupthandlung verläuft, oder nur eine kleine Handlungssequenz. Die verschiedenen Handlungsstränge „verflechten“ sich dann zur Gesamtgeschichte und ein Ende für die alle Handlungen.
Der Begriff verweist metaphorisch auf einen textilen  „Strang“ der mit anderen zu einem „Gewebe“ verflochten werden kann.

## Plot und Handlung, Beziehung zum Handlungsstrang

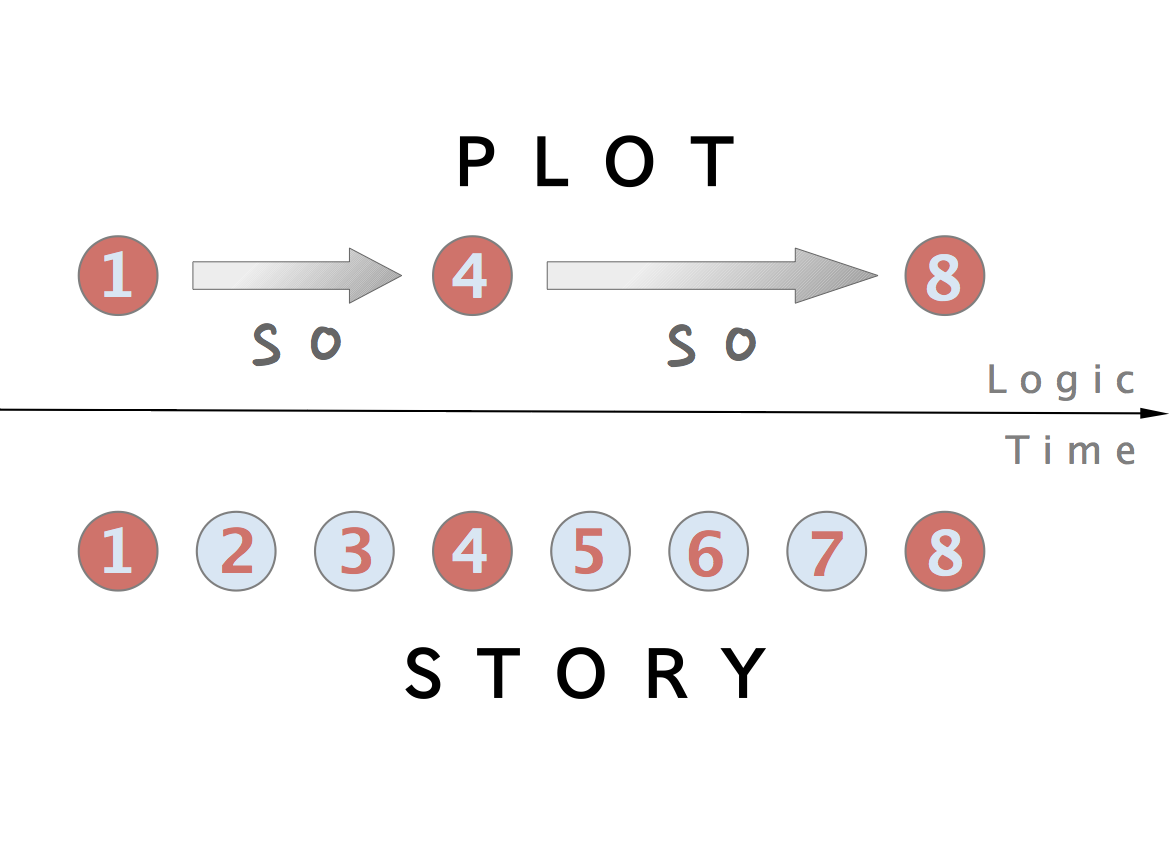
Der Unterschied zwischen Handlung und Geschichte. Handlung ist Ursache und Wirkung. Im Plot wird nach zentralen und marginalen Vorkommnissen unterschieden. In der erzählten Geschichte dominiert die temporale Ordnung.

Ein Plot ist die Handlungsstruktur, auch Handlungsschema eines dramatischen oder erzählenden Textes und entwirft demzufolge der Grundriss der Handlung. In einem Plot sind die Ereignisse einer Erzählung in eine dramaturgisch wirkungsvolle Reihenfolge gebracht, die nicht der Chronologie entsprechen muss. Es ist der, aus der individuellen Handlungen der Erzählung ableitbare, abstrahierte Grundriss mit einer abgeschlossenen, sinnhafteen Struktur.  In einem Plot werden nicht nur die temporalen und sinnhaften Beziehungen der dargestellten Ereignisse erfasst, vielmehr sind zwischen zentralen Vorkommnissen und marginalen zu differenzieren. Damit besteht die Handlung oder der Plot aus einer Kette von (temporal und sinnhaft angeordneten) Ereignissen.
Ein Handlungsstrang ist eine selbständige Handlungseinheit, die in dem Hauptplot eingeflochten ist. Andes formuliert, bedeutet es von Handlungssträngen zu sprechen, wenn in einem Erzähltext mehrere Plots angelegt sind. Ein Handlungsstrang oder Plotline ist eine Erzählung innerhalb der Geschichte. Im Verlauf einer Handlung verflechten sich die einzelnen  Handlungsstränge häufig mehrfach. Sie bilden ein „Gewebe“ sie kreuzen sich, verkoppeln und entkoppeln sich, greifen ineinander und überlagern sich, vereinen sich und splitten sich wieder auf. Die meisten Geschichten bestehen aus einem Hauptplot sowie mehreren Nebenhandlungen in Form von weniger komplexen Neben- bzw. Sub-Storylines.
Allgemein verbinden sich mindestens zwei Figuren in einer Handlungsstruktur, um eine Handlung zu entwickeln. Mit dem hinzutreten weiterer Figuren entwickelt sich die Möglichkeit mehr als einen Handlungsstrang zu erzählen. Ein Subplot wäre dann eine Erzählung in der Geschichte.
Nach Schmid (2014) konstituiert sich eine Erzählung in folgender Abstufung, durch:
- es passieren Dinge, ein Geschehen;
- hieraus werden bestimmte Vorfälle, Ereignisse ausgewählt, eine Geschichte stellt sich auf;
- die Vorfälle, Ereignisse werden auf eine bestimmte Weise angeordnet, es ist die Ebene der Erzählung;
- letztlich wird die Anordnung der Vorfälle wird präsentiert,  die Präsentation der Erzählung.[11]

Die ersten drei Abstufungen lassen sich dem Plot zuordnen. Die meisten Erzählungen konstituieren sich aus mehr als einem Handlungsstrang. In jeden dieser Handlungsabläufe liegt eine geschlossene Handlung, sie bilden eine Subplot.